# Stor-Aspsjön (Skorpeds socken, Ångermanland)
Stor-Aspsjön är en sjö i Sollefteå kommun och Örnsköldsviks kommun i Ångermanland och ingår i Nätraåns huvudavrinningsområde. Sjön har en area på 0,886 kvadratkilometer och ligger 250,1 meter över havet. Sjön avvattnas av vattendraget Rocksjöån.

## Delavrinningsområde
Stor-Aspsjön ingår i det delavrinningsområde (703150-158225) som SMHI kallar för Utloppet av Stor-Aspsjön. Medelhöjden är 271 meter över havet och ytan är 4,65 kvadratkilometer. Räknas de 5 avrinningsområdena uppströms in blir den ackumulerade arean 32,26 kvadratkilometer. Rocksjöån som avvattnar avrinningsområdet har biflödesordning 2, vilket innebär att vattnet flödar genom totalt 2 vattendrag innan det når havet efter 86 kilometer. Avrinningsområdet består mestadels av skog (65 procent). Avrinningsområdet har 0,89 kvadratkilometer vattenytor vilket ger det en sjöprocent på 19 procent.